# Sonet 57 (William Szekspir)

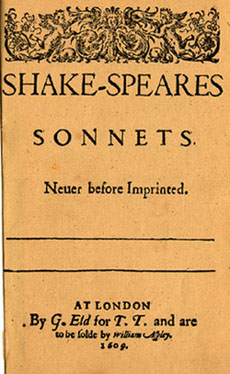
Strona tytułowa pierwszego wydania sonetów Shakespeare’a

Sonet 57 (Twym niewolnikiem będąc, muszę służyć) – jeden z cyklu sonetów autorstwa Williama Shakespeare’a. Po raz pierwszy został opublikowany w 1609 roku.

## Treść
W sonecie tym podmiot liryczny, który przez niektórych badaczy jest utożsamiany z autorem, próbuje udowodnić tajemniczemu młodzieńcowi, że jest gotowy na wszelkie poświęcenia dla niego. Jest tak dlatego, że:
Miłość tak wiernie przypomina błazna,
Że czyń, co zechcesz, myśl jest jej przyjazna.